# Leymus nikitinii
Leymus nikitinii är en gräsart som först beskrevs av Czopanov, och fick sitt nu gällande namn av Nikolai Nikolaievich Tzvelev. Leymus nikitinii ingår i släktet strandrågssläktet, och familjen gräs. Inga underarter finns listade i Catalogue of Life.